# Darrit
Darrit, auch Djarrit, Djarrot oder Rita, ist ein Motu im Nordosten des Majuro-Atolls der pazifischen Inselrepublik Marshallinseln.

## Geographie
Die Insel grenzt südlich an Uliga. Mit dem weiter südlich gelegenen Motu Delap bildet Darrit die Region "Delap-Uliga-Darrit", das hochverdichtete Gebiet im Osten der Gemeinde Majuro, der Hauptstadt der Marshallinseln. Die Namensvariante Rita bezeichnet auch die gesamte Hauptstadt. In Darrit befinden sich die Regierungsbehörden, während in Dalap das Capitol (Parlamentssitz) liegt.
1988 hatte der Ort bzw. Ortsteil Darrit 6813 Einwohner, und 1999 bereits 7103, auf einer Fläche von nur 0,389 km² (38,9 Hektar). Dies macht die Insel zu einer der am dichtesten besiedelten Inseln des Gesamtstaates, die nur noch durch Ebeye übertroffen wird. Die Inseln von Darrit im Norden bis Enirak im Westen sind durch einen durchgehenden Straßendamm verbunden. Die westlich anschließende Insel Rairok ist durch eine schmale Bootspassage von Enirak getrennt, über die eine Straßenbrücke führt. Der Straßendamm wurde im Zweiten Weltkrieg aus Korallenbruchstücken gebaut; die Straße wurde später befestigt.
Der Name Rita wurde der Insel von GIs zu Ehren des Filmstars Rita Hayworth gegeben.